# Agaton Sax och bröderna Max
Agaton Sax och bröderna Max (1965) är Nils-Olof Franzéns sjunde roman om detektiven Agaton Sax. Här introduceras datamaskinen Tänkande August, uppkallad efter en bov som Agaton Sax en gång tog fast, och som sedan blev en hederlig man.

## Handling
Super-Max och hans bröder Mix och Mox kommer till Byköping med sin trolleriföreställning. Tidigare hade det skett en stor stöld av nytryckta sedlar i Storbritannien. Agaton Sax förstår genast att det är bröderna Max som har begått stölden. Lispington anländer till Byköping och han och Agaton Sax går på bröderna Max' föreställning. Sedan tar de upp förföljandet på ligan. På ett tåg i Tyskland är det nära att de får fast skurkarna, som dock hinner fly. De förföljer bröderna ända till England innan de lyckas få fast ligan. Ett hårstrå spelar en stor roll i denna bok.